# Coccidencyrtus steinbergi
Coccidencyrtus steinbergi är en stekelart som beskrevs av Chumakova och Trjapitzin 1964. Coccidencyrtus steinbergi ingår i släktet Coccidencyrtus och familjen sköldlussteklar.
Artens utbredningsområde är Italien. Inga underarter finns listade i Catalogue of Life.